# Joseph Remy

Joseph Remy, 1911

Joseph Remy (* 15. Juni 1857 in Obersulzbach; † 21. Juni 1936 in Cernay) war Landwirt, Gutsbesitzer und Mitglied der zweiten Kammer des Landtags des Reichslandes Elsaß-Lothringen für das Zentrum.
Joseph Remy war der Sohn von Joseph Remy und Marguerite Peter aus Soultz. Er heiratete am 12. Januar 1885 in Orschwihr Marie Hortense geborene Reymann (1861–1905).
Joseph Remy, der katholischer Konfession war, besuchte die katholische Brüderschule in Gebweiler und das Gymnasium Thann. Er diente als Einjährig-Freiwilliger und arbeitete als Landwirt und Gutsbesitzer in Wattweiler. Er war ehrenamtlicher Branddirektor, seit 1907 Vorsitzender des Landwirtschaftlichen Kreisvereins Thann und seit 1911 Vizepräsident des elss. Weinbauernverbandes.
Er war Mitglied des Bezirkstages, Bürgermeister von Wattweiler und von 1900 bis 1911 durch den Bezirkstag gewähltes Mitglied des Landesausschusses.
Bei der ersten (und einzigen) Wahl zum Landtag trat er im Wahlkreis Sennheim-Masmünster als Kandidat des Zentrums an. Im Ersten Wahlgang wurden im Wahlkreis von den 6.283 Stimmberechtigten 4.910 Stimmen abgegeben. Auf Remy entfielen 3.057 und auf den Sozialdemokraten Oberdorf 1.838 Stimmen. Joseph Remy gehörte dem Landtag bis 1918 an.

## Werke
- Das Recht der Kammern des Landtags in Preußen und in Elsaß-Lothringen, Straßburg 1916